# 今治市立南中学校
今治市立南中学校（いまばりしりつ みなみちゅうがっこう）は、愛媛県今治市にある公立中学校。

## 沿革

### 経緯
今治市立南中学校は、1967年4月1日、今治市立富田中学校、今治市立清水中学校を統合により開校した。

### 年表
- 1967年
  - 4月1日 - 今治市立富田中学校、今治市立清水中学校を統合し今治市立南中学校が開校
  - 5月24日 - 校章制定
  - 10月16日 - 校旗制定
- 1968年
  - 1月25日 - 校訓制定
  - 9月18日 - 校歌制定
  - 10月9日 - 当校落成式（開校記念日）
- 2014年10月18日 - 愛媛県統計グラフコンクール学校賞受賞
- 2015年2月27日 - 第26回読書感想画中央コンクール学校賞受賞

## 教育目標
心豊かで、たくましく生き抜く生徒の育成

## 学校行事
| - 4月 始業式・入学式 - 5月 - 6月 | - 7月 終業式 - 8月 - 9月 始業式 | - 10月 - 11月 - 12月 終業式 | - 1月 始業式 - 2月 - 3月 終業式・卒業式 |

## 通学区域
- 今治市[1]
  - 町谷、松木、高市、上徳、上徳一丁目、宮ケ崎(富田宮ケ崎)、拝志、喜田村一丁目～八丁目、喜田村、東村一丁目～五丁目、東村(東村南一丁目、二丁目を除く。)
  - 五十嵐、四村、徳重、中寺、新谷

## 進学前小学校
- 今治市立富田小学校
- 今治市立清水小学校[1]

## 交通
- JR四国予讃線伊予富田駅より徒歩14分

## 通学区域が隣接している学校
- 今治市立立花中学校
- 今治市立西中学校
- 今治市立玉川中学校
- 今治市立朝倉中学校
- 今治市立桜井中学校